# ويليام بومان (ممثل)
ويليام بومان (بالإنجليزية: William Bowman)‏ هو مخرج وممثل أمريكي، ولد في 27 فبراير 1884 في باكيرزفيل في الولايات المتحدة، وتوفي في 1960.

## وصلات خارجية
- ويليام بومان على موقع IMDb (الإنجليزية)
- ويليام بومان على موقع أول موفي (الإنجليزية)
- ويليام بومان على موقع قاعدة بيانات الأفلام السويدية (السويدية)
- ويليام بومان على موقع قاعدة بيانات الفيلم (الإنجليزية)
- ويليام بومان على موقع كينوبويسك (الروسية)